# Chiara Bazzoni
Pour les articles homonymes, voir Bazzoni.
Chiara Bazzoni (née le 5 juillet 1984 à Arezzo) est une athlète italienne, spécialiste du 400 mètres.

## Biographie
Elle fait partie du club sportif de l'Esercito italiano.
Chiara Bazzoni remporte deux médailles d'or lors des Jeux méditerranéens 2013 à Mersin, en portant son record à 52 s 06.
Le 10 juillet 2016, Bazzoni remporte la médaille de bronze des Championnats d'Europe d'Amsterdam sur le relais 4 x 400 m en 3 min 27 s 49, sa 1re médaille internationale, complétée par une médaille de bronze obtenue à l'édition de 2010 à la suite de la disqualification tardive de l'équipe russe en 2017. À Barcelone, son temps du relais constitue son record personnel en 3 min 25 s 71.

## Palmarès
| Date | Compétition                    | Lieu       | Résultat | Épreuve   | Temps         |
| ---- | ------------------------------ | ---------- | -------- | --------- | ------------- |
| 2010 | Championnats d'Europe          | Barcelone  | 3e       | 4 × 400 m | 3 min 25 s 71 |
| 2011 | Championnats d'Europe en salle | Paris      | 4e       | 4 × 400 m | 3 min 33 s 70 |
| 2013 | Jeux méditerranéens            | Mersin     | 1re      | 400 m     | 52 s 06       |
| 2013 | Jeux méditerranéens            | Mersin     | 1re      | 4 × 400 m | 3 min 32 s 44 |
| 2014 | Relais mondiaux de l'IAAF      | Nassau     | 6e       | 4 × 400 m | 3 min 27 s 44 |
| 2014 | Championnats d'Europe          | Zurich     | 7e       | 4 × 400 m | 3 min 28 s 30 |
| 2016 | Championnats d'Europe          | Amsterdam  | 3e       | 4 x 400 m | 3 min 27 s 49 |
| 2018 | Championnats du monde en salle | Birmingham | 5e       | 4 × 400 m | 3 min 31 s 55 |
| 2019 | Championnats d'Europe en salle | Glasgow    | 3e       | 4 x 400 m | 3 min 31 s 90 |
| 2019 | Relais mondiaux                | Yokohama   | 3e       | 4 x 400 m | séries        |

## Records
| Épreuve    | Épreuve      | Temps   | Lieu   | Date            |
| ---------- | ------------ | ------- | ------ | --------------- |
| 400 mètres | En plein air | 52 s 06 | Mersin | 28 juin 2013    |
| 400 mètres | En salle     | 53 s 44 | Ancone | 23 février 2014 |